# Turbina (erőgép)
A turbina forgó erőgép, mely arra szolgál, hogy egy közeg energiáját hasznos mechanikai munkává alakítsa. 
Claude Burdin (1788-1873) használta először a turbina kifejezést 1828-ban, amely a latin turbo (= minden, ami forog) szóból származik. Benoit Fourneyron (1802-1867), Claude Burdin egyik tanítványa készítette az első gyakorlatban működő vízturbinát. 
A legegyszerűbb turbinák állórészből és forgórészből állnak. A forgórész tulajdonképpen egy tengely, melyre turbinalapátokat erősítenek. Az áramló közeg a lapátokra hatva fejt ki forgatónyomatékot. A turbina korai példái a szélmalom és a vízkerék, de ezeket nem szokás még turbinának nevezni.

## Akciós-reakciós turbina

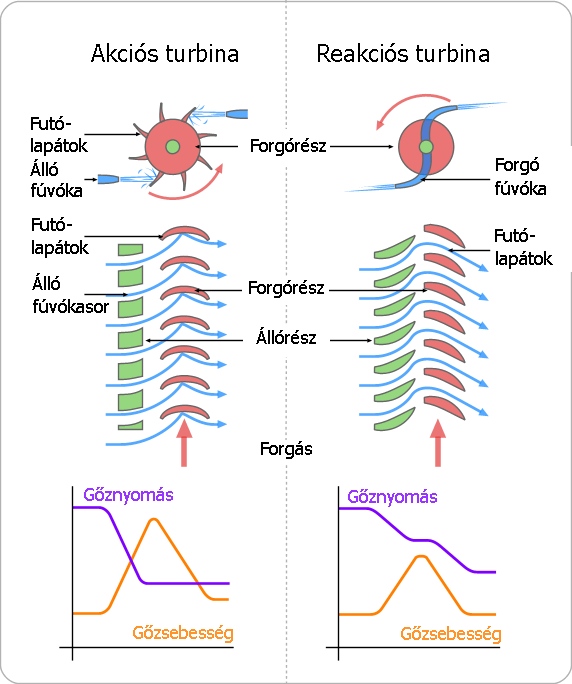
Akciós - reakciós turbina

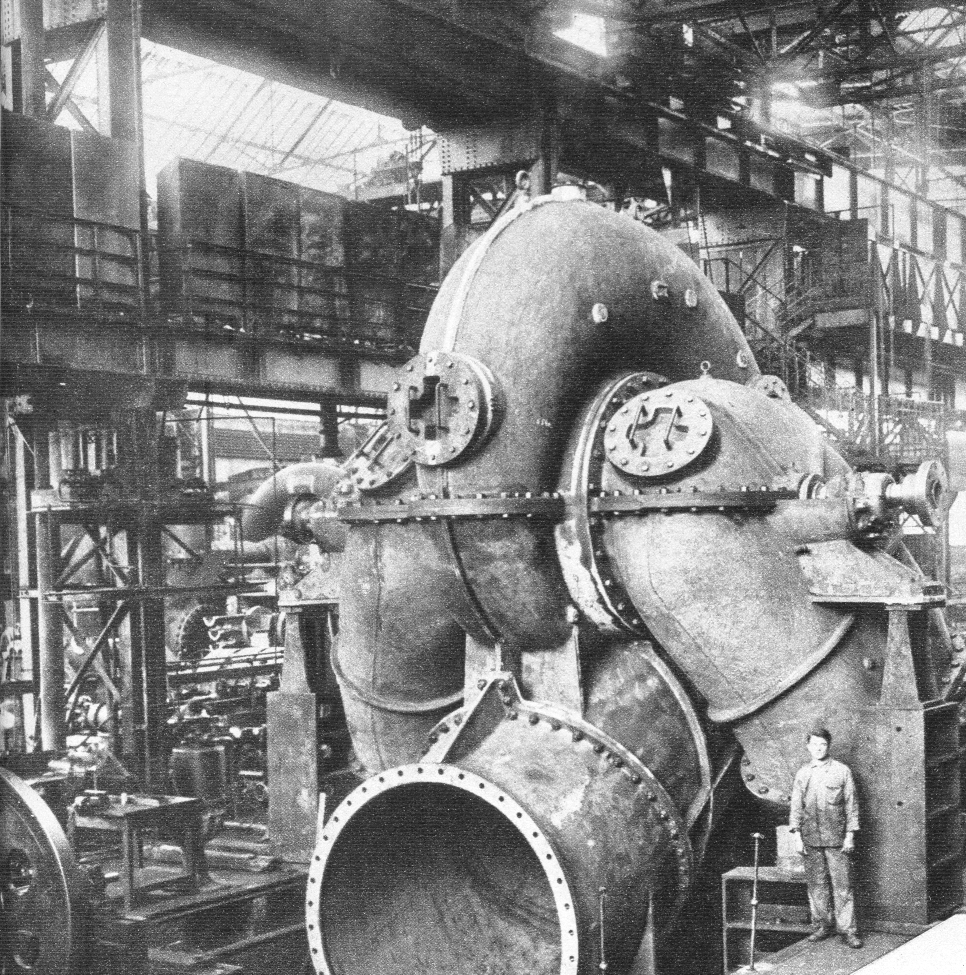
Turbina szerelés a Ganz és Társa Villamossági-, Gép-, Waggon- és Hajógyár Rt. telepén

A turbinába belépő munkaközegnek potenciális energiája, vagy hőenergiája és kinetikus energiája van. 
A turbinák működése alapvetően két elvre vezethető vissza:
- Turbinák. Ezek a turbinák a nagy sebességű folyadéksugár vagy gázsugár elterelésével dolgoznak. A sugár elterelése impulzust ad át a turbina lapátjainak, ennek következtében veszít sebességéből. A turbináknál csak a futólapátokat megelőző fúvókán vagy az állólapát soron van nyomásesés, a járókerék lapátozásán nincs. A közeg teljes helyzeti vagy hőenergiája a futólapátozás előtt az álló lapátsoron, vagy fúvókasoron mozgási energiává alakul át. Ilyen akciós turbina a vízturbinák közül a Pelton-kerék, gőzturbináknál pedig például a Laval-turbina, vagy a Curtiss-turbina. Az akciós turbinák nem igényelnek nagy nyomásnak ellenálló házat a járókerék körül, mivel a közeg nyomása lecsökken, mielőtt elérné a turbina lapátozását. Az ilyen turbinák működését Newton második törvénye magyarázza. Léteznek többfokozatú akciós gőzturbinák is, ezeknél a fentiek egy-egy fokozatra érvényesek. A Pelton-turbinát szabadsugaras vízturbinának is nevezik.
- Reakciós turbinák. Az ilyen turbináknál a fokozat helyzeti, vagy hőenergiája, nyomásesése megoszlik az álló és futólapátozás között. Építésüknél nyomásálló házra (állórészre) van szükség és a forgórésznek (vízturbina és szélturbina esetén is) teljesen bele kell merülnie a közegbe. Vízturbináknál a ház kialakítása olyan, hogy az áramlást megfelelő szögben tereli a futólapátozás irányába. A Francis-turbina és a legtöbb gőzturbina reakciós rendszerű. Összenyomható közeg (túlhevített vagy nedves gőz) esetén többfokozatú turbinát építenek a hatásfok javítása céljából. A turbina elvi működését Newton harmadik törvénye írja le.

A turbinák építésénél a fenti két elvet tisztán is alkalmazzák, de a reakciófok a két véglet között tetszőleges értéket elérhet. A szélturbinák a légcsavarhoz hasonló geometriával készülnek, a lapát keresztmetszete szárnyprofil alakú, melyen az áramló levegő felhajtóerőt ébreszt, melynek nyomatéka forgatja a forgórészt reakciós turbina elven. A szélturbinák energiát vesznek át a szél impulzusából is, mivel kis szögben eltérítik az áramlást. 
A Bánki-turbina fúvókával felszerelt akciós gép, de kis esésre alkalmazva a vízáram reakcióját is hasznosítja ugyanúgy, mint egy hagyományos vízkerék. A többfokozatú gőzturbinák mind a gőzáram impulzusát, mind reakcióját hasznosítják. Az akciós turbinák fokozatai is rendelkeznek némi reakciófokkal, ennek célja az, hogy a reakciós lapátokon az áramlás sebessége a lapát mentén nő, nincsenek leválások, jobb a hatásfok. 
A turbinafokozat teljesítményét a sebességi háromszögekből lehet számítani. A turbina fúvókákból vagy állólapátokból a közeg c1 abszolút sebességgel lép ki. A forgórész kerületi sebessége a futólapátba belépésnél u1. A forgórésszel együtt forgó koordináta-rendszerben a közeg sebessége a futólapátok belépésénél (vagyis a relatív sebesség) v1. A lapátok elterelik a közeget, a kilépésnél a relatív sebesség v2 lesz. Hasonló módon a kilépésnél a kerületi sebesség u2, a közeg abszolút sebessége c2 lesz. Egy fokozat teljesítményét az Euler-turbinaegyenlet írja le: 
{\displaystyle P=Q(\rho _{1}c_{1u}u_{1}-\rho _{2}c_{2u}u_{2}){\frac {}{}}},
összenyomhatatlan közeg esetén:
{\displaystyle P=\rho Q(c_{1u}u_{1}-c_{2u}u_{2}){\frac {}{}}},
ahol Q a másodpercenként átáramló folyadék térfogata, 
{\displaystyle \rho {\frac {}{}}} a közeg sűrűsége,
{\displaystyle u=\omega r{\frac {}{}}} a kerületi sebesség,
{\displaystyle \omega {\frac {}{}}} a forgórész szögsebessége,
{\displaystyle r{\frac {}{}}} a lapát közepes távolsága a forgástengelytől (a sugár),
{\displaystyle c_{1u},c_{2u}{\frac {}{}}} pedig a be- illetve kilépő abszolút sebességnek a kerületi sebesség irányába eső komponense.

## Fajtái közegek szerint
- Gőzturbina. A hőerőművek legelterjedtebb erőgépei a gőzturbinák. Közegük a legtöbb esetben vízgőz, ilyen turbinákat építenek a szénnel, kőolajszármazékokkal és földgázzal üzemelő erőművekhez. Vízgőzt használnak a nukleáris erőművek gőzturbinái is. Nagy hajókat szintén gőzturbina hajt, az első és a második világháború csatahajóinak és repülőgép-hordozóinak ilyen hajtása volt. Ritkán gőzmozdonyok is készültek gőzturbina-hajtással.[2] Újabban kis hőmérsékletű hőforrások hasznosítására olyan erőműveket telepítenek, melyek ugyan gőzturbinát üzemelnek, de nem vízgőzzel, hanem különböző szerves munkaközeg gőzével. A gőzturbinák előnye az üzembiztonság, hosszú élettartam, jó hatásfok. Hátrányuk a nagy beruházási költség, valamint az, hogy indításuk és leállításuk hosszadalmas, nagy szakértelmet igénylő folyamat, és a terhelésváltozásra is érzékenyek. A Tesla-turbina lapátozás nélkül készül, a gőz határréteg súrlódását használja a turbina sima tárcsáinak hajtására.
- Gázturbina. Hagyományos erőművek is épülnek gázturbinával, bár teljesítményük nem éri el a legnagyobb gőzturbinákét. Kombinált ciklusú erőművekben gőzturbinákkal együttműködve használják. Ezeknek az erőműveknek igen jó a hatásfokuk. Önállóan is használják csúcserőművekben, mivel a gázturbinák igen gyorsan indíthatók és terhelhetők. Hátrányuk a magas üzemi hőmérséklet miatti kisebb élettartam. Gázturbinát használnak ma nagyon sok hajóban, harckocsiban egyedi hajtásként, de gyakran gőzturbinával vagy más erőgéppel együtt. Gépkocsikban feltöltő kompresszorok hajtására használják (turbófeltöltő). Repülőgépek hajtásánál régebben légcsavaros gázturbinákat alkalmaztak kisebb sebesség esetén, de a sugárhajtóművek kompresszorának hajtására mindenütt gázturbinát használnak.
- Vízturbina. Különböző eséshez más-más típusú vízturbinát használnak. 
  - Nagy eséshez, de viszonylag kis vízhozamhoz Pelton-turbinákat építenek. Ezek akciós gépek.
  - Igen gyakran használt típus a Francis-turbina.
  - A Kaplan-turbina szárnylapátos gép, némelyiket változtatható állásszögű lapátokkal gyártanak.
  - Kis teljesítményű, könnyen gyártható vízturbina a Bánki-turbina.
- Szélturbina. Általában egyfokozatú gép, fúvóka és vezetőlapátok nélkül.

## Külső hivatkozások
- Turbina - angol nyelven
- Freeweb
- Vízturbinák
- Index fórum a Tesla-turbináról
- Segner János és a Segner-kerék
- Segner életrajz
- Ganz-Holding vízturbinái[halott link]
- Laval- és Curtis-turbina (ábrák, holland leírás)